# Benjamin Jones
Pour les articles homonymes, voir Jones.

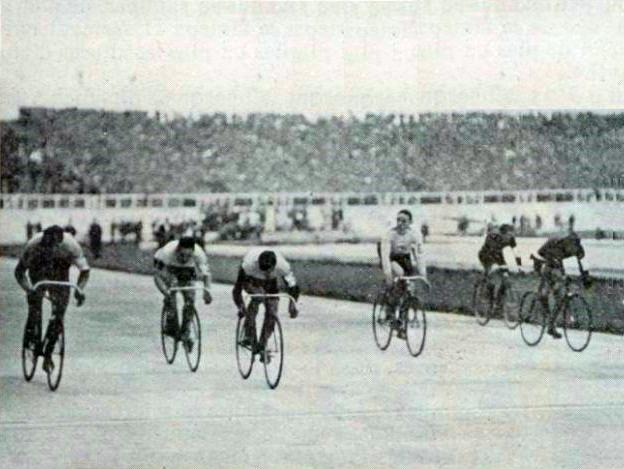
Finale des 5 kilomètres aux JO de Londres 1908, victoire de Benjamin Jones, devant Maurice Schilles et André Auffrey.

Benjamin Jones (né le 2 janvier 1882 à Wigan et mort le 20 août 1963 à Johannesbourg) est un coureur cycliste britannique. Lors des Jeux olympiques de 1908 à Londres, il a remporté la médaille d'or des 5 000 m et de la poursuite par équipes, et la médaille d'argent des 20 km. Il a également concouru à l'épreuve des 660 yards, où il a été éliminé en demi-finale, et au tournoi de vitesse, dont il a pris part à la finale qui a été annulée en raison de sa durée excessive.

## Palmarès

### Jeux olympiques
- Londres 1908
  -  Champion olympique des 5 km
  -  Champion olympique de la poursuite par équipes
  -  Médaillé d'argent des 20 km

### Championnats du monde
- Leipzig 1908
  -  Médaillé d'argent de la vitesse amateurs